# سینارکا
سینارکا (انگلیسی: Sinarka) یک کوه آتشفشانی در جزایر کوریل کشور روسیه است.